# クリント・チャップマン
クリントン・ダニエル・チャップマン（Clinton Daniel Chapman、1989年3月6日 - ）は、アメリカ合衆国オレゴン州出身のバスケットボール選手。ポジションはパワーフォワード/センター。

## 来歴
生まれはオレゴン州メドフォード。父親は山火事消防ヘリのパイロット、兄もバスケ選手。キャンビー高校時代は3年間スターターを務め、3年時にはPacWestのプレイヤー・オブ・ザイヤーに選ばれている。
テキサス大学オースティン校のバスケチーム・テキサス大ロングホーンズ出身。
2012年大学を卒業後、スイスLNBのサム・バスケット・マッサニョ(SAM Basket Massagno)と契約し、1シーズン在籍する。このシーズンのスイス・カップ決勝進出に貢献した。
2013年夏にはミルウォーキー・バックスロースターとしてNBAサマーリーグに参加している。
2013年、トルコ2部(TB2L)のヴェステルスポル・マニサと契約したが、シーズン途中である2013年10月にスイスLNBの強豪ベネトン・フリブール・オリンピックに移籍した。このシーズンはスターターとして活躍し、プレイオフ決勝進出に貢献し、ベスト5に選出された。

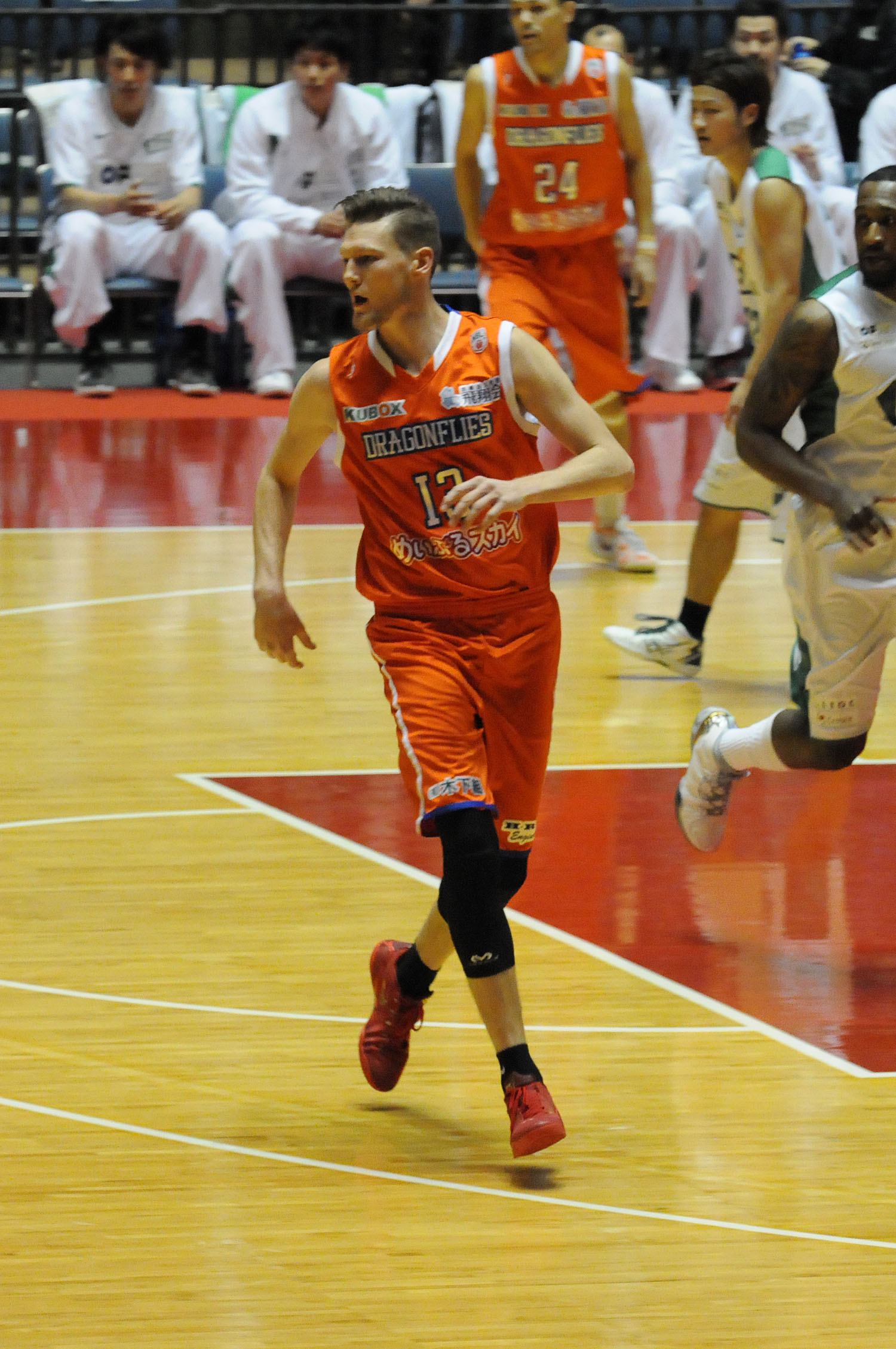
2015年広島時代

2014年、NBL・広島ドラゴンフライズと契約する。主力として活躍し、同チーム初のNBLプレーオフ進出、そして同チーム初のオールジャパン2015決勝進出に貢献した。
2015年6月、千葉ジェッツへ移籍。広島での活躍を見て千葉がリクルートしたものだった。

## 記録
| シーズン    | チーム | GP | GS | MPG  | FG%  | 3P%  | FT%  | RPG | APG | SPG | BPG | TO  | PPG  |
| ----------- | ------ | -- | -- | ---- | ---- | ---- | ---- | --- | --- | --- | --- | --- | ---- |
| NBL 2014-15 | 広島   | 54 |    | 22.3 | .425 | .333 | .800 | 7.3 | 0.8 | 0.9 | 1.1 | 1.9 | 15.2 |
| NBL 2015-16 | 千葉   |    |    |      |      |      |      |     |     |     |     |     |      |

## 参考資料
- Clint Chapman - RealGM
- Clint Chapman - DraftExpress
- Clinton Daniel CHAPMAN - FIBA
- Clint Chapman - DYNAMICSGLOBAL